# جيمي جاكسون (لاعب كرة قدم بريطاني)
جيمي جاكسون (بالإنجليزية: Jamie Jackson)‏ (1 نوفمبر 1986 بشفيلد في المملكة المتحدة - ) هو لاعب كرة قدم بريطاني في مركز الهجوم. لعب مع نادي تشيسترفيلد ونادي شيفيلد ونادي غاينسبورو ترينيتي وBuxton F.C. ‏ وغرانتهام تاون ‏ وماتلوك تاون ‏ ووركشوب تاون ‏ وBelper Town F.C. ‏ وAlfreton Town F.C. ‏ وإف سي هاليفاكس تاون ونادي برادفورد بارك أفنيو.

## وصلات خارجية
- جيمي جاكسون على موقع قاعدة بيانات كرة القدم.إي يو (الإنجليزية)
- جيمي جاكسون على موقع Soccerbase.com (لاعب) (الإنجليزية)